# Achot IV d'Arménie
Pour les articles homonymes, voir Achot.
Achot IV (en arménien Աշոտ Դ ; mort en 1041) ou Achot Qatj (Աշոտ Քաջ, « Achot le Vaillant ») est un membre de la famille arménienne des Bagratides, roi d'Arménie de 1021 à c. 1040 et second fils de Gagik Ier, roi d'Arménie.

## Biographie
La faiblesse de son frère aîné Hohannes Smbat II lui donne l'occasion de se révolter et de se tailler une principauté avec les districts du nord-est du royaume (1021). Sénéqérim-Hovhannès Arçrouni, roi du Vaspourakan, en profite pour se poser en arbitre entre les deux frères et prend la position prééminente en Arménie. Il prend également le titre royal et soutient les menées annexionnistes de l'empereur Basile II, en échange du soutien de ce dernier contre son frère.
Engagé dans une guerre du roi de Géorgie contre Byzance, Smbat III est vaincu et obligé de léguer son royaume à l'empire en échange du pardon de l'empereur (1022). Mais quand il meurt près de vingt ans plus tard, en 1041, personne ne songe à ce traité.
Achot IV disparait un an avant son frère.

## Union et postérité
D'une épouse inconnue, il a :
- Gagik II (° 1026 † 1077), roi d'Arménie ;
- une fille, mariée à « Apusuar », (Abul Aswar Shavur) de la dynastie des Cheddadides, seigneur de Dvin et de Gandja[2].